# Talkhū
Talkhū (persiska: تلخو) är en ort i Iran.   Den ligger i provinsen Bushehr, i den centrala delen av landet, 800 km söder om huvudstaden Teheran. Talkhū ligger 27 meter över havet och antalet invånare är 651.
Terrängen runt Talkhū är platt åt nordväst, men åt sydost är den kuperad. Terrängen runt Talkhū sluttar västerut.Runt Talkhū är det glesbefolkat, med 15 invånare per kvadratkilometer. Närmaste större samhälle är Kākī, 4,5 km söder om Talkhū. Trakten runt Talkhū är ofruktbar med lite eller ingen växtlighet.